# It’s Showtime (2000)
It’s Showtime ist eine Filmsatire aus dem Jahr 2000, bei der Spike Lee das Drehbuch schrieb und Regie führte. Der Film handelt von einer im modernen Fernsehen ausgestrahlten Minstrel Show, bei der schwarze Schauspieler sich blackfacen, und von den gewalttätigen Auswirkungen des Show-Erfolgs. 2023 wurde der Film in das National Film Registry aufgenommen.

## Produktion
Der Film wurde auf digitalem Video (Mini-DV) mit einer Sony VX-1000-Kamera gedreht und später auf Film konvertiert. Dadurch wurde das Budget von 10 Mio. US-$ eingehalten. Es wurde gleichzeitig mit mehreren Kameras gedreht, was eine Zeitersparnis zur Folge hatte. Die Minstrel-Show-Sequenzen wurden auf 16-mm-Film gedreht.

## Rezeption
Der Film erhielt mäßige Kritiken. Von den 106 ausgewerteten Kritiken bei der Metaseite Rotten Tomatoes erhielt der Film 53 % positive Bewertungen, mit einer durchschnittlichen Punktbewertung von 5,6/10.
An der Kinokasse floppte der Film und spielte mit 2,46 Mio. US-$ nur etwa ein Viertel der Investitionskosten ein.
2020 erschien der Film auf DVD als Teil der Criterion Collection.

## Deutschsprachige Kritik
Oliver Hüttmann schrieb 2001 im Spiegel: „Lees Polemik funktioniert auf vielen Ebenen, schont niemanden und macht sich damit angreifbar. So wurde 'It's Showtime' in Amerika auch von Schwarzen ebenso als 'konfus' und 'schizophren' wie 'selbstgerecht' und 'Vorschlaghammer-Satire' bezeichnet. Alles stimmt, nichts ist eindeutig richtig. 'It's Showtime' ist ein Tanz auf dem Vulkan, der in einer Tragödie endet. Die Widersprüche sind zu groß. So bekennt sich Spike Lee gerade bei dieser galligen Satire als gescheiterter Utopist.“ Nataly Bleuel urteilte, ebenfalls im Spiegel: „Der Film ist, ab der Hälfte, einfach schlecht gemacht. Keine Karikatur, kaum Humor, null Tempo, wenig Stil, nur Drama. Nix da Satire.“ Lars-Olav Beier kritisiert in der FAZ, Lees Film habe „zu wenig Distanz zu seinem Thema“. Der Regisseur wolle „die Unarten des Mediums bloßstellen und übernimmt sie dabei.“ Jan Distelmeyer attestiert in Die Zeit, es gäbe wenig Filme, „die derart geschlossen und konsequent von Bildern und ihren Folgen handeln“. Dies sei jedoch auch gleichzeitig das Problem des Films: „Geschlossenheit bedeutet hier aber auch einen Ausschluss von Zweifeln, der die große Chance des Films unterminiert, ein sowohl konkretes als auch prinzipielles Misstrauen gegenüber Repräsentationsmustern herzustellen.“

## Spätere Kritiken
Ashley Clark, der ein Buch über den Film herausbrachte und als Kurator eine Neuausgabe der DVD vorantrieb, schreibt 2015 im Guardian, der Film sei ein immer noch brisantes Meisterwerk: „Viele Kritiker meinten zur Zeit der Veröffentlichung des Films, dass Lee unnötigerweise alte Wunden wieder aufgerissen habe; dass die dunklen Tage der Minstrel-Shows bequemerweise hinter uns lägen und dass wir weitermachen sollten. Doch Lees Vision war nicht nur notwendig, sie erwies sich als bemerkenswert vorausschauend.“ Anlässlich der Neuveröffentlichung des Films auf DVD schreibt David Fear 2020 im Rolling Stone Magazine: „Zwanzig Jahre später fühlt sich der Film wie ein vergessenes Juwel in Spikes Karriere an, eines, dessen Aufpolierung und Neubewertung genau zum richtigen Zeitpunkt kommt.“ In eine ähnliche Richtung geht K. Austin Collins in Vanity Fair: „Es ist ein unvollkommener Film, aber ein absolut notwendiger.“ Kaleem Aftab schreibt auf der Homepage der BBC, der Film zeige seine Aktualität insbesondere vor dem Hintergrund der politischen Ereignisse, die sich unter dem Hashtag #BlackLivesMatter zusammenfassen lassen: „Es war ein vergessener Film. Die Welt, so die Kritiker, hatte sich weiterentwickelt. Der Beweis dafür kam mit der Wahl von Präsident Barack Obama, ein sicheres Zeichen, dass die USA auf dem Weg waren, den Rassismus überwunden zu haben. Dann änderten mehrere tragische Ereignisse diese Perspektive und machten deutlich, dass Bamboozled nicht nur ein historisches Dokument ist, sondern eine Geschichte unserer Zeit.“ 

## Sekundärliteratur
- Ashley Clark: Facing Blackness: Media and Minstrelsy in Spike Lee's Bamboozled. The Critical Press, 2015
- Lisa A. Guerrero: Crazy Funny: Popular Black Satire and The Method of Madness. Routledge, 2020
- Gerald A. Powell Jr.: A Rhetoric of Symbolic Identity: An Analysis of Spike Lee's X and Bamboozled. University Press of America, 2004
- Alessandra Raengo: Critical Race Theory and Bamboozled. Bloomsbury Academic, 2016
- Elizabeth L. Sanderson: Spike Lee's Bamboozled and Blackface in American Culture. McFarland & Company, Inc. / Jefferson, North Carolina, 2019